# (32348) 2000 QL103
2000 QL103 (asteroide 32348) é um asteroide da cintura principal. Possui uma excentricidade de 0.12976080 e uma inclinação de 9.86508º.
Este asteroide foi descoberto no dia 28 de agosto de 2000 por LINEAR em Socorro.